# National Basketball League 1978-1979
La stagione 1978-1979 della National Basketball League (conosciuta con l'abbinamento Rotary Watches Basketball League) è stata l'ottava edizione del massimo campionato britannico di pallacanestro.
Per la prima volta nella storia della lega inglese non ha vinto una squadra di Londra: il Team Ziebart Doncaster ha infatti prima sconfitto i campioni del Crystal Palace Chevrons, fermando una striscia d'imbattibilità che durava da 47 gare, poi ha chiuso in vetta la stagione regolare. La stagione è stata segnata da varie controversie. Intanto la giustizia sportiva ha sottratto rispettivamente due e un punto a Milton Keynes All-Stars e Bracknell Bullets per la posizione irregolare del giocatore Larry Dassie. Poi la prima squadra si è ritirata, seguita dallo Swithland Motors Loughborough, e il Bracknell è stato addirittura espulso dal torneo.
Inoltre, a fine stagione sono stati introdotti i play-off, a cui hanno avuto accesso le prime quattro squadre. Chiamati semplicemente National Championships 1979, rappresentavano in realtà una sorta di coppa nazionale rivisitata, anche se alcuni li considerano una competizione a sé. Il Crystal Palace ha conquistato il George Williams Trophy battendo in finale il Team Fiat Coventry.

## Classifica finale
|                        |     | Classifica finale 1978-1979   | Pt | G  | V  | P  | PtF  | PtS  |
| ---------------------- | --- | ----------------------------- | -- | -- | -- | -- | ---- | ---- |
| Regno Unito (bandiera) | 1.  | Team Ziebart Doncaster        | 34 | 20 | 17 | 3  | 1831 | 1588 |
|                        | 2.  | Crystal Palace Chevrons       | 32 | 20 | 16 | 4  | 1895 | 1628 |
|                        | 3.  | Slick Willies "Y" Metros      | 30 | 20 | 15 | 5  | 1938 | 1752 |
|                        | 4.  | Team Fiat Coventry            | 26 | 20 | 13 | 7  | 1851 | 1602 |
|                        | 5.  | Milton Keynes All-Stars (-2)  | 24 | 20 | 13 | 7  | 1866 | 1671 |
|                        | 6.  | Swithland Motors Loughborough | 20 | 20 | 10 | 10 | 1778 | 1902 |
|                        | 7.  | Sublest Sunderland            | 15 | 19 | 7  | 12 | 1903 | 1938 |
|                        | 8.  | ATS Giants Manchester         | 14 | 20 | 7  | 13 | 1847 | 1945 |
|                        | 9.  | Stockport Belgrade            | 14 | 20 | 7  | 13 | 1663 | 1756 |
|                        | 10. | Bracknell Bullets (-1)        | 6  | 19 | 3  | 16 | 1611 | 2001 |
|                        | 11. | St. Luke's TSB Exeter         | 2  | 20 | 1  | 19 | 1654 | 2054 |

## National Championships
|  | Semifinali     | Semifinali     | Semifinali |          |                | Finale          | Finale          | Finale          |  |
|  |                |                |            |          |                |                 |                 |                 |  |
|  | Crystal Palace | Crystal Palace | 100        |          |                |                 |                 |                 |  |
|  | Crystal Palace | Crystal Palace | 100        |          |                |                 |                 |                 |  |
|  | Y Metros       | Y Metros       | 78         |          |                |                 |                 |                 |  |
|  | Y Metros       | Y Metros       | 78         |          | Crystal Palace | Crystal Palace  | 75              |                 |  |
|  |                |                |            |          | Crystal Palace | Crystal Palace  | 75              |                 |  |
|  |                |                | Coventry   | Coventry | 63             |                 |                 |                 |  |
|  | Coventry       | Coventry       | Coventry   | Coventry | 63             | 75              |                 |                 |  |
|  | Coventry       | Coventry       |            |          |                | 75              |                 |                 |  |
|  | Doncaster      | Doncaster      | 72         |          |                | Finale 3º posto | Finale 3º posto | Finale 3º posto |  |
|  | Doncaster      | Doncaster      | 72         |          |                |                 |                 |                 |  |
|  |                |                |            |          |                |                 |                 |                 |  |
|  |                |                |            |          |                | Y Metros        | Y Metros        | 85              |  |
|  |                |                |            |          |                | Y Metros        | Y Metros        | 85              |  |
|  |                |                |            |          |                | Doncaster       | Doncaster       | 98              |  |

## Verdetti
- Campione della NBL:  Team Ziebart Doncaster
- Campione della National Championships: Crystal Palace Chevrons